# Eristalis immaculatis
Eristalis immaculatis är en tvåvingeart som beskrevs av Huo och Ren 2006. Eristalis immaculatis ingår i släktet slamflugor, och familjen blomflugor. Inga underarter finns listade i Catalogue of Life.